# Janet Jagan
Pour les articles homonymes, voir Jagan.
Janet Jagan, née Janet Rosenberg le 20 octobre 1920 à Chicago aux États-Unis et morte le 28 mars 2009 à Georgetown au Guyana, est une femme d'État du Guyana.
En 1942, elle épouse Cheddi Jagan — 5e président du Guyana, de 1992 à 1997. Elle part des États-Unis en 1943 pour s'établir en Guyane britannique, où elle est infirmière les premières années avant d'exercer le journalisme, tout en s'impliquant activement dans la vie politique du territoire.
Cette militante s'avère une pionnière en politique au Guyana, où elle occupe plusieurs fonctions ministérielles et parlementaires durant six décennies. Puis en 1997, elle est Premier ministre et vice-présidente puis, de 1997 à 1999, 7e présidente de la république coopérative du Guyana et commandant en chef des armées du Guyana, devenant la première femme à occuper chacune de ces quatre fonctions. Elle est également la première dirigeante élue démocratiquement à la tête d'un État en Amérique du Sud et la première femme juive mais aussi la première née aux États-Unis élue à la tête d'un État.
Elle est au cœur de la politique anticoloniale d'après-guerre, qui conduit à l'indépendance du Guyana en 1966, et incarne le combat pour les droits des femmes au Guyana, en particulier dans la sphère du travail.

## Biographie

### Jeunesse et formation

#### Origines et enfance

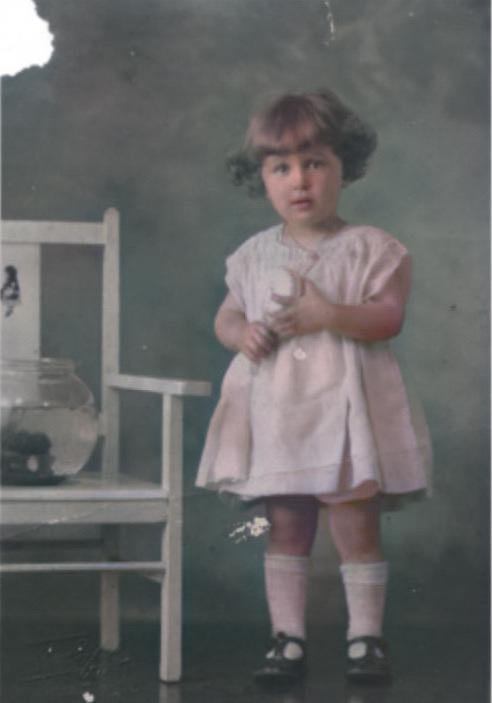
Janet Rosenberg, enfant, posant lors d’une séance de photographie.

Janet Rosalie Rosenberg naît au Michael Reese Hospital and Medical Center de Chicago, le 20 octobre 1920, de parents juifs de la classe moyenne originaires de Tchécoslovaquie,,,. Elle grandit en périphérie du centre-ville de Chicago, dans le South Shore, un quartier sud dont la population est majoritairement issue de la diaspora irlandaise et de confession catholique,. Elle a un frère, nommé James Rosenberg.
Durant la Grande Dépression — période durant laquelle sa famille déménage à Détroit — la responsabilité financière du foyer familial est assumée par son père, artisan-plombier à son compte. C'est aussi à cette période que les Rosenberg changent de nom, lui préférant celui de « Roberts », afin de permettre à son père de faire face à l'antisémitisme aux États-Unis sur le marché du travail. Le cousin de Janet Jagan assure que, en dépit des efforts du père de famille, celui-ci est resté sans emploi durant des années, contrairement à ce qu'insinue le Time. Selon des propos rapportés par le The Forward, Janet Jagan a déclaré que ses origines juives avaient suscité son « intérêt pour les minorités ainsi que sa volonté de venir en aide aux plus démunis de ce monde ». Selon Suzanne Wasserman, historienne et parente de Janet Jagan, les Rosenberg s'intègrent très largement, allant jusqu'à posséder un arbre de Noël.

Janet Jagan apprend à lire avec son père, qu'elle accompagne régulièrement à la bibliothèque. Elle pratique au cours de son enfance des activités de la classe moyenne, telles que la natation, le patinage de vitesse et l'équitation, et lors de ses années lycéennes à Central High School, elle s'inscrit à des cours de pilotage d'avion,,.

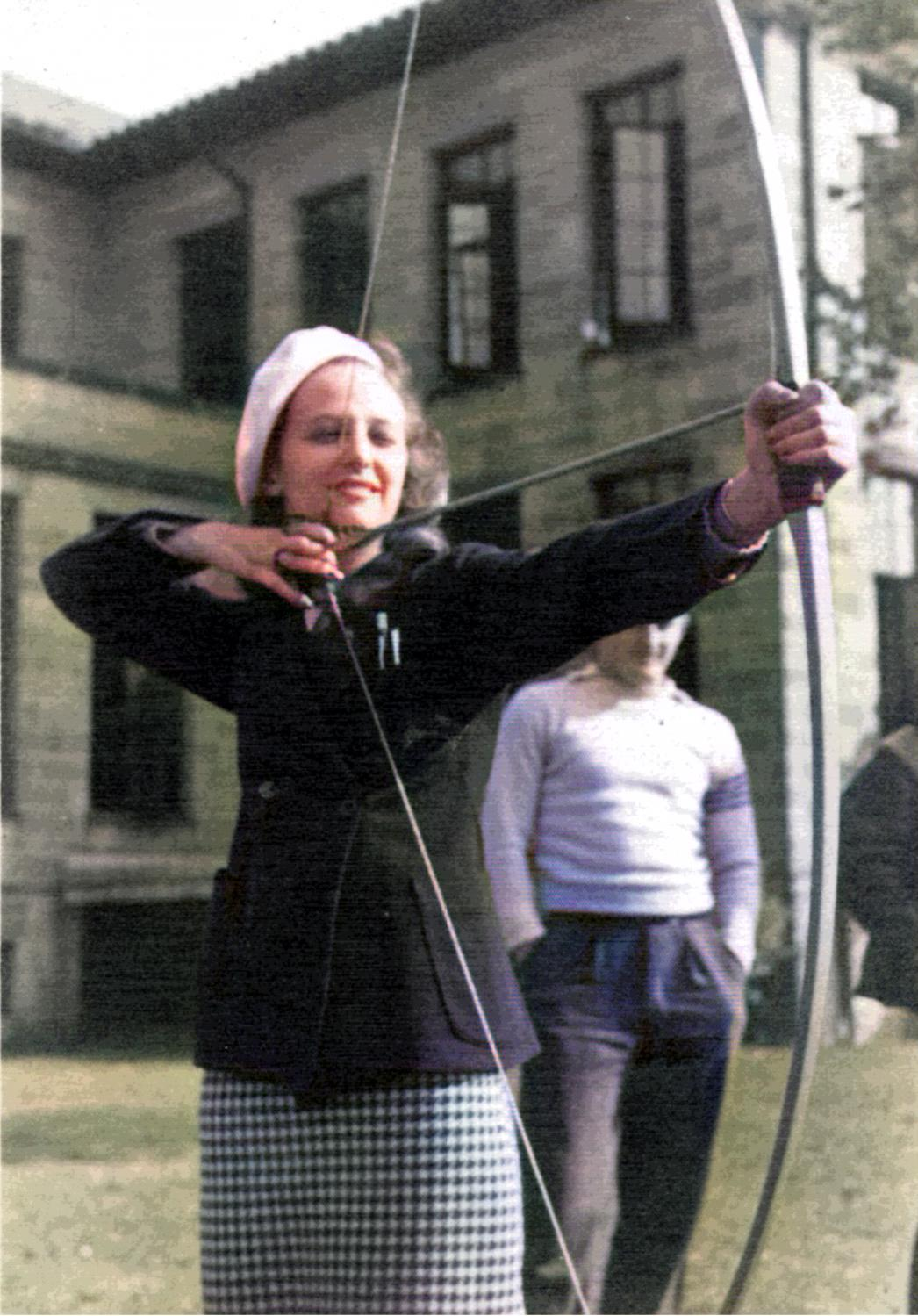
Janet Rosenberg s’exerçant au tir à l’arc.
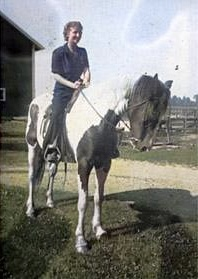
Janet Rosenberg montant à cheval dans les années 1930.

#### Études et émancipation familiale
Par la suite, elle est acceptée à l'université de Détroit, fréquente l'université de Wayne State —  où ses idées se politisent — et fait des études de soins infirmiers au sein de l'université du Michigan. Son intérêt pour la politique incite Janet Rosenberg à prendre part à des manifestations ainsi qu’à adhérer à la Ligue des jeunes communistes des États-Unis,,, à contre-courant du conservatisme de ses parents, présentés comme des sympathisants républicains bien que ne s'impliquant pas en politique,

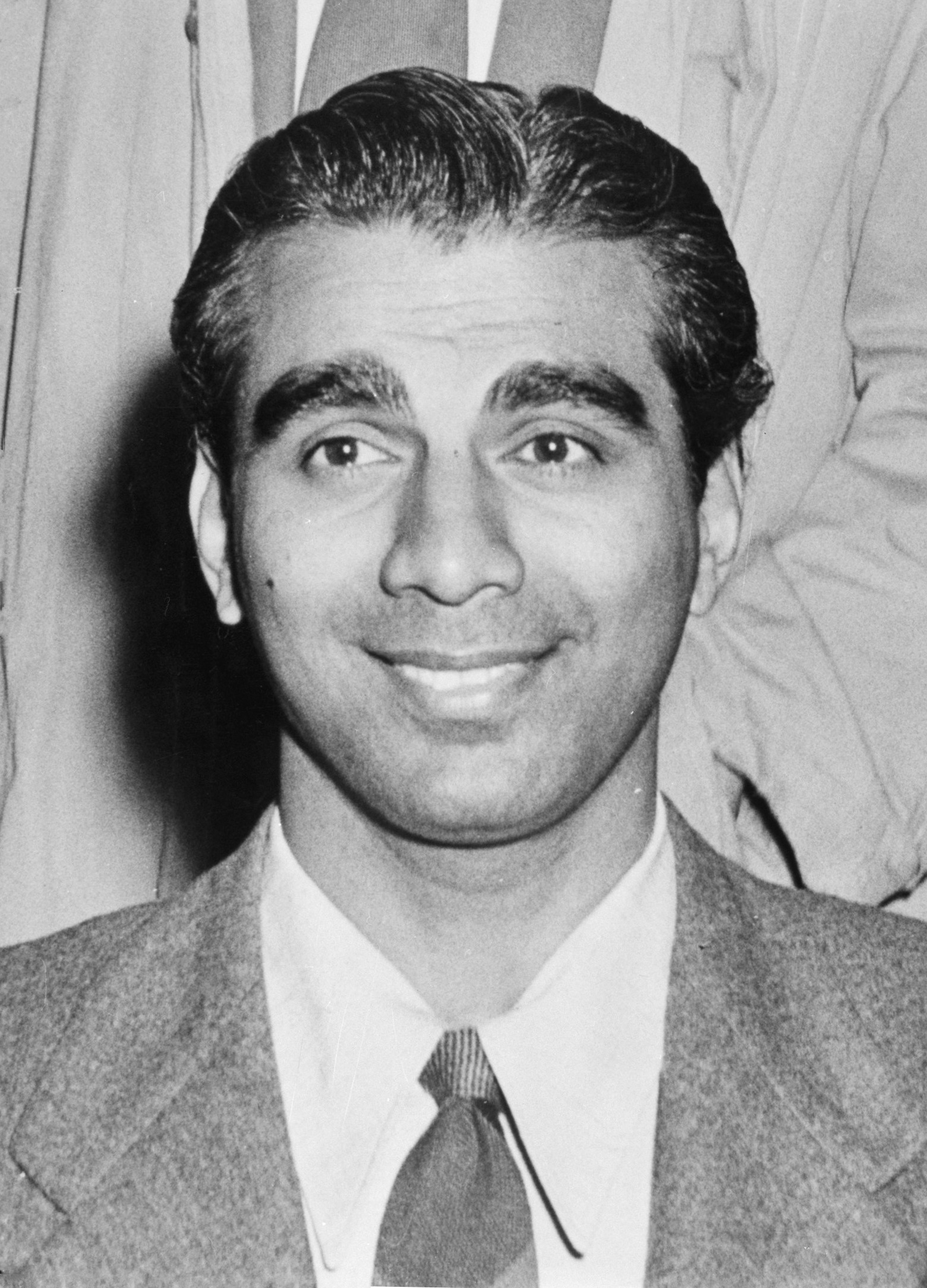
Portrait photographique de Cheddi Jagan, époux de Janet Jagan, en 1962.

Elle retourne à Chicago pour étudier à la Cook County School of Nursing en vue de contribuer à l'effort de guerre,,. Dans le cadre de ses études, elle rédige son premier article politique connu, intitulé The psychology of race prejudice. Ce retour dans sa ville d'origine lui permet de prendre soin de son grand-père mourant puis de rencontrer Cheddi Jagan en décembre 1942,, alors étudiant en odontologie à la Northwestern University. C'est elle qui initie Cheddi Jagan au marxisme. Le Stabroek News assure que la rencontre a lieu durant la cérémonie d'adieu d'un ami sur le point de rejoindre l'armée américaine. Elle épouse Cheddi Jagan contre la volonté de ses parents à l'hôtel de ville de Chicago le 5 août 1943 et s'appelle désormais Janet Jagan,,,. À la suite de ce mariage, son père coupe tout contact avec elle, jure de la renier et menace d'agresser violemment Cheddi Jagan — bien que les deux hommes ne se soient jamais rencontrés —, lui reprochant ses origines indiennes,. Pour la famille Rosenberg, Cheddi Jagan n'était qu'« un étranger, une personne qui n'était pas blanche, une personne qui n'était pas juive. »

### Vie active et militantisme politique

#### Premiers emplois
Contrainte d'abandonner sa carrière du fait de l'interdiction pour les infirmières de se marier aux États-Unis, Janet Jagan est relectrice pour l'Association médicale américaine. En décembre 1943, elle rejoint la Guyane britannique en hydravion afin de travailler comme assistante dentaire dans le cabinet dentaire de son époux devenu docteur, qu'elle rejoint à Georgetown,,,,. Elle travaille dans ce cabinet de la capitale durant dix ans,,.

#### Implication en politique dans la colonie
Installée au Guyana peu après son mariage, Janet Jagan s'implique immédiatement dans le mouvement ouvrier guyanien. En effet, elle prend connaissance des problèmes des travailleurs en accompagnant son mari dans ses déplacements lorsque celui-ci est sollicité pour résoudre leurs différends. Les Jagan s'investissent notamment dans le premier syndicat de la colonie, le British Guyana Labour Union.
Dès 1945, Janet Jagan se prononce publiquement pour le droit à l'avortement et pour le planisme familial. Avec son mari, elle participe à la Conférence des Antilles,. Elle participe à la fondation de l'Organisation politique des femmes (WPEO) le 9 juillet 1946 et en est élue présidente le 12 juillet,. Elle s'implique également dans la fondation du Comité des affaires politiques (PAC), ancêtre du Parti populaire progressiste (PPP),. Les premières revendications portent alors sur l'amélioration des conditions de logement dans le quartier Wortmanville à Georgetown et de l’accessibilité du lait aux plus pauvres.
Selon Christopher Andrew, historien spécialiste de l'histoire des services de renseignement, le couple qu'elle forme avec Cheddi Jagan est sous surveillance policière du MI-5.
En 1946, elle donne naissance à un premier enfant.
En 1947, sa citoyenneté américaine est révoquée principalement à cause de ses opinions marxistes mais aussi pour sa participation à des élections guyaniennes,, comme à l'élection générale de 1947 en Guyane britannique, qu'elle perd, en tant que candidate indépendante. Son frère soutient que Janet Jagan « n'est pas plus communiste que George Washington ». Accusant les Britanniques de manipuler l’opinion publique, il définit lui-même Janet Jagan comme une « libérale scientifique ».
En mai 1948, faisant suite à une grève de mineurs exploitant des gisements de bauxite, Janet Jagan appelle à la grève des coupeurs de canne de la plantation d'Enmore, à laquelle elle se rend avec deux ministres. Au cours de la grève, cinq travailleurs sont tués par la police lors d'un affrontement, occasionnant l'enquête d'une commission royale, ainsi qu’une marche de 25 km. Elle s'implique également dans l'organisation des travailleuses domestiques,. Elle est persona non grata à Saint-Vincent-et-les-Grenadines en 1949. 
En 1949, Janet Jagan rencontre Edna Manley, et elles deviennent amies.
En 1950, elle est cofondatrice du Parti populaire progressiste avec son mari. Ce parti — dont elle est la Première secrétaire pendant 20 ans,— est la première organisation politique structurée en Guyane Britannique avec comme objectif premier de veiller aux intérêts de la classe ouvrière. Janet Jagan devient la première rédactrice en chef de Thunder, l'organe du Parti, à partir de 1950.

#### Premiers succès électoraux
Janet Jargan est la première femme élue au conseil municipal de Georgetown, en 1950, avec 18 voix d’avance sur son plus proche concurrent,,,,. Sur les trois sièges que briguait le PPP lors de cette élection, elle fut la seule à l'emporter, à l'inverse de Cheddi Jagan et de Forbes Burnham. Selon Donald Ramotar, cette victoire dans la circonscription de Wortmanville/Werk en Rust — où la classe ouvrière est majoritaire — est significative de sa popularité,.
Les journaux des années 1950 ont laissé entendre, à tort, qu'elle était parente de Ethel et Julius Rosenberg,,,. La rumeur est telle qu'elle apparaît dans la nécrologie du Washington Post dédiée à Cheddi Jagan en 1997. Cette campagne de désinformation s’étend également à son mariage puisqu'elle est accusée d’être une figure de Svengali manipulant son mari,,. Selon Richard Jacob, ambassadeur de Grenade en URSS, cette représentation de Janet Jagan en tant qu'épouse exerçant une influence idéologique sur mari est officieusement présente au sein du PCUS.
Elle et son mari sont personæ non gratæ à Trinité-et-Tobago et Grenade en 1952,,.
Janet Jagan est élue députée de la circonscription d'Essequibo-Demerara occidental et a le privilège — à l'instar de Jessie Burnham et Jane Phillips-Gay — de faire partie des trois premières femmes entrant au parlement du Guyana en 1953,,. En 1953, tandis que Cheddi Jagan devient Premier ministre de la colonie, Janet Jagan lui succède à la vice-présidence de l'Assemblée, devenant la première femme à accéder à cette fonction,,,.
Peu après, Janet Jagan participe à la refonte du WPEO en WPO le 27 mai 1953 et, deux jours plus tard, s'envole pour Copenhague afin d'assister au troisième congrès de la Fédération démocratique internationale des femmes (FDIF),,, convoqué du 5 au 12 juin 1953. Durant cette rencontre, Janet Jagan est élue membre du præsidium et déclare publiquement:
« We, the colonized peoples under British domination, are obliged to sell at low prices and buy at high prices.  Thus wages never cover the cost-of-living; our women are hoping for a future granting them equal rights, and the possibility to develop their talents, as the women of Eastern Europe.  We are part of the peace movement, since we are aware of the fact that war threatens not only our people, but all of civilization.  Help us to win freedom for all the oppressed colonial people. »
« Nous, les peuples colonisés sous la domination britannique, sommes obligés de vendre à bas prix et d'acheter à des prix élevés. Ainsi, les salaires ne couvrent jamais le coût de la vie ; nos femmes aspirent à l'égalité des droits et à la possibilité de développer leurs talents, comme les femmes de l'Europe de l'Est. Nous faisons partie du mouvement pour la paix, car nous sommes conscientes du fait que la guerre menace non seulement notre peuple, mais la civilisation même. Aidez-nous à gagner la liberté de tous les peuples oppressés des colonies. »
Puis Janet Jagan se rend sur invitation en Roumanie,, au sein d'une délégation de la FDIF,. Ce voyage par-delà le rideau de fer inquiète le gouverneur de la colonie britannique, qui la soupçonne de vouloir y introduire de la propagande communiste. Pour Holmes Alexander, les voyages en Europe de l’Est de Janet Jagan ainsi que le parcours de militante communiste de celle-ci font de Janet Jagan la courroie de transition au service de l’URSS au sein du PPP et la véritable autorité du parti.

#### Opération Windsor et répression
Sur fond de guerre froide et d'anticommunisme, l'autorité coloniale renverse en 1953 le gouvernement démocratiquement formé par Cheddi Jagan, réputé proche de l'Union soviétique, par une opération militaire portant le nom de code Operation Windsor. Le Premier ministre du Royaume-Uni, Winston Churchil, dépêche au Guyana un navire de guerre — le HMS Superb — et envoie 1 600 soldats par voie aérienne et maritime pour sécuriser des sites stratégiques,,.
Le 12 octobre 1953, alors que Georgetown est en proie aux flammes, les Jagan sont accusés de collecter de l'essence afin d'incendier la ville, faite à cette époque de maisons en bois. Selon le Chicago Tribune, Janet Jagan qualifie ces accusations de « stupides ». Le même jour, des cadres du PPP appellent à la grève générale mais le rôle de Janet dans cette campagne n'est pas clairement établi, les sources divergeant à ce sujet,. Elle est emprisonnée pendant cinq mois et assignée à résidence durant trois ans.
Le 13 décembre 1953, elle est de nouveau arrêtée avec 9 autres membres de son parti après avoir organisé un rassemblement illégal à Cornelia-Ida — prétextant une manifestation religieuse — de près de 300 personnes selon la police,,. Il lui est reproché par l'autorité coloniale d'avoir « violé la loi martiale interdisant les réunions de plus de cinq personnes sans autorisation de la police »,. Elle est libérée sous caution,. À l’issue de son procès, elle écope d'une amende de 250 $ de l'époque et de 3 mois de prison en cas d’impayé,,. Janet Jagan fait appel de cette décision et le 28 août 1954, Janet Jagan perd son procès,. Janet Jagan — alors dirigeante du PPP — nie être communiste. En avril 1954, Janet Jagan est de nouveau arrêtée avec 8 autres personnes, dont Martin Carter,,,. Il semblerait qu'elle ait finalement écopé d'une peine de 6 mois d'emprisonnement — à la prison de Georgetown puis à celle de New-Amsterdam — et de 2 ans d'assignation à résidence pour sa désobéissance. Le 1er juillet 1954, Janet Jagan est condamnée à régler une amende de 150 $ pour la détention d’un document illégal. Elle écope de 3 mois en septembre 1954 à la suite de son refus de régler une amende pour sa participation à un rassemblement illégal. Elle est finalement libérée le 18 janvier 1955. Cependant elle ne parvient pas à rendre auprès de son père, mortellement atteint d'un cancer à Chicago. Elle ne peut rentrer aux États-Unis qu'à l'occasion des funérailles de celui-ci. Durant la détention de Janet Jagan, une enquête de la Commission Royale britannique conclut qu'elle, son mari ainsi que quatre autres dirigeants du PPP sont communistes.

#### Poursuite de son engagement
À la suite d’une élection tenue en février 1955 au sein du PPP, Janet Jagan n’est pas maintenue comme secrétaire du PPP, remplacée par Jai Naraine, mais en est élue trésorière,,. En septembre, Janet Jagan est de nouveau secrétaire du PPP.
En novembre 1957, elle représente la Guyane britannique lors de la septième conférence des Indes occidentales organisée à Willemstad.
Elle est réélue députée de la région d'Essequibo-Pomeroon en 1957 et devient ministre du Travail mais aussi de la Santé et du Logement jusqu'en 1961,.
En mars 1957, elle publie dans son journal une interview de Paul Robeson qu'elle a réalisée à l'occasion d'un bref voyage à New York en compagnie de leur époux respectifs. Durant cette entrevue, Janet Jagan se lie notamment d’amitié avec la femme du chanteur, Eslanda Robeson, avec qui elle travaille par la suite en étroite collaboration,.
En 1958, alors qu'elle est ministre du Travail, elle fait du « 1er mai » un jour férié au Guyana, à l'occasion de la journée internationale des travailleurs,.
En mars 1960, Janet Jagan inaugure financièrement une collecte visant à constituer un fonds de secours pour les familles endeuillées par la police en Afrique du Sud.
Dans la nuit du 22 au 23 janvier 1962, Janet Jagan est attaquée par un homme chez elle, à Georgetown, en l’absence de son mari mais parvient à prendre la fuite.
Fin 1961, Janet Jagan est en déplacement à Moscou en Union soviétique puis en Pologne pour y développer des relations économiques et assister à des conférences pour la paix.
En janvier 1962, elle est en visite en Tchécoslovaquie, composante du bloc de l'Est. Au début de la même année, un agent de la Státní bezpečnost rapporte également que Janet Jagan rencontre Fidel Castro — dirigeant cubain allié de l'Union soviétique — à La Havane.  En mars, Janet Jagan se rend au Canada afin d’y obtenir une aide financière et de s'adresser également à un congrès mondial pour la paix. Sans plus de précision, le Time rapporte qu'elle se rend à Berlin-Est en République démocratique allemande et à Pékin en république populaire de Chine, en 1962. Le Stabroek rapporte qu’elle y rencontre Mao Zedong et Zhou Enlai en août de la même année.
Janet Jagan est considérée en 1963 par le Time Magazine comme « la politicienne la plus controversée d'Amérique du Sud depuis Eva Perón » , en partie dû au fait, selon le journal, qu'elle soit une « marxiste insatiable ».
Le 16 décembre 1962, elle est rédactrice du journal Mirror à la création de celui-ci.
Janet Jagan est nommée, le 16 juin 1963, ministre de l'Intérieur à la mort de son prédécesseur Claude Christian, dont elle récupère également la siège de sénateur à la chambre haute de Guyane britannique, puis donne sa démission le 1er juin 1964 après les multiples crimes commis à Wismar,,,. Dans sa déclaration à l'Assemblée, elle prononce diverses accusations, notamment contre le chef de la police — un Britannique nommée Peter Owen — qu'elle estime responsable de la vague de violences raciales qui sévit dans le pays depuis plusieurs mois. Elle laisse entendre que l'un des chefs de l'opposition, Forbes Burnham, avait été impliqué dans un attentat dirigé contre elle en juin 1963. Cette démission a peut être pour but de ne pas participer aux opérations de police que le gouverneur de Guyane britannique projette deux semaines plus tard à l'encontre du parti de la majorité gouvernementale — dirigée par Cheddi Jagan.
En 1964, le Venezuela voulait que Forbes Burnham et Peter D'Aguiar, appuyés par des mercenaires formés au Venezuela, tentent de renverser le gouvernement Jagan puis instaurent un « gouvernement révolutionnaire ». Dans le même temps, un enlèvement de Janet et Cheddi Jagan était programmé afin de les envoyer au Venezuela voisin.
Opposée à l'introduction de la représentation proportionnelle en Guyane britannique imposée par le gouvernement britannique, Janet Jagan s'envole en mai 1964 pour Londres pour protester,. Janet Jagan rejoint ensuite New York et participe à sa première émission de télévision, intitulée Ladies Of The Press.
Le 17 juillet 1964, un colis piégé est déposé dans la librairie de la Freedom House de Georgetown à l’étage de laquelle se situent Janet Jagan, Una Mulzac, la femme du ministre de l’Éducation et quelques dizaines d’autres personnes. Un employé nommé Michael Ford emporte le colis à l’extérieur du bâtiment et explose,,,,,. Janet Jagan s’en sort avec de légères blessures aux mains.
Le 3 février 1966, dans une série de photographies réalisées par Harry Benson, Janet Jagan affiche ostensiblement son opposition à la venue au Guyana d'Élisabeth II, en placardant l'appel du PPP à boycotter la reine au motif que la Guyane britannique et la Rhodésie sont victimes de l'oppression de l'exploitation britannique. En raison de l’arrêt « Afroyim contre Rusk (en) » pris par la Cour suprême des États-Unis en 1967, la nationalité américaine de Janet Jagan est rétablie mais cette dernière est naturalisée guyanienne en 1968 après la proclamation de l'indépendance du Guyana,,,,.
En 1970, elle est élue présidente du Syndicat des journalistes du Guyana, et de 1973 à 1997, elle édite The Mirror, organe de presse du parti et journal national à tirage quotidien.
Le 20 février 1989, profitant de l’ouverture d’une session parlementaire visant à étudier un projet de loi, Janet Jagan et six autres membres du PPP protestent, pancartes autour du cou, à l’encontre du PNC. Janet Jagan souhaite ouvrir débat de toute urgence, arguments juridiques à l’appui, à propos de l’accès à la farine au Guyana. Essuyant un refus, elle jette de la farine dans l’assemblée du parlement avant d’en sortir.
En novembre 1992, elle fait la connaissance de David Dabydeen.
Le 24 juillet 1996, Janet Jagan est admise fiévreuse au Joseph's Mercy Hospital et développe des complications. Après 24 heures d'hospitalisation en soins intensifs, Janet Jagan est transférée par avion au complexe hospitalier Mount Hope à Trinité-et-Tobago.
Le PPP boycotte le gouvernement pendant de nombreuses années pour protester contre le mode de scrutin. En 1992, lors des premières élections libres, l'époux de Janet Jagan, Cheddi, devient président de la République, faisant d'elle la Première dame du Guyana. Ce rôle lui permet d'assister à des cérémonies telles que l'investiture du président brésilien Fernando Henrique Cardoso. Après le triomphe de son parti aux élections de 1992, Janet Jagan est pendant trois mois ambassadrice du Guyana auprès des Nations unies. Selon The New Yorker en 2016, elle détient le record de longévité parlementairement du Guyana,. En totalité, elle siège au Parlement du Guyana pendant 55 ans sans discontinuer,.

#### Surnoms
En France, Janet Jagan est parfois surnommée « La Pasionaria des Caraïbes », ou « Janet la rouge »,,,. Elle ne fait pas exception à l'occultation du nom de famille des femmes politiques, étant parfois simplement appelée « Janet ».
Au Royaume-Uni, on lui préfère le surnom de « Comrade Janet ».
Au Guyana, elle est appelée respectueusement « bhowji », un terme hindi signifiant belle-sœur, « blue eyes bowgee », mais aussi « Blue-eyed Bhabhi » ou « Woman in White ».
Aux États-Unis, John Schmidt, procureur général associé des États-Unis, la surnomme « La Evita de Chicago ».

### Vie de famille
De son mariage avec Cheddi Jagan naissent en 1955 Cheddi (Joey) Jagan Junior et Nadira Jagan (devenue Nadira Jagan-Brancier),,.
Le Time atteste qu'elle concilie publiquement son engagement politique avec sa grossesse.
La famille Jagan vécu à la Red House de 1961 à 1964, à l'époque où Cheddi Jagan était Premier ministre de la Guyane britannique, puis semble avoir élu résidence dans le quartier de Bel-Air à Georgetown à partir de 1966,,. Janet Jagan et son mari ont vécu à cet endroit jusqu'à ce dernier soit élu président en 1992. Devenue veuve en 1997, elle est retournée dans cette maison et y a vécu, même durant sa présidence.
Janet Jagan et son époux sont réputés pour la frugalité de leur mode de vie, étant parfois cités en exemple au sein de la classe politique.
Dans une lettre apocryphe posthume, rendue publique par le PPP avant les élections générales guyaniennes de 2015, Janet Jagan témoigne du manque de respect et de la trahison de son fils Joey envers ses parents ainsi que leur Parti. Bien que manuscrite et difficile à déchiffrer, cette lettre évoque « l'attitude de Joey Jagan envers sa mère », « ses mensonges » et lui reproche d'avoir « humilié Cheddi ».

### Présidence de la République

#### Mort de Cheddi Jagan et succession
Après la mort en exercice du 5e président du Guyana Cheddi Jagan le 6 mars 1997, le président par intérim, Sam Hinds, nomme Janet Jagan Première ministre le 17 mars 1997,,. C'est également à ce moment qu'elle devient vice-présidente du Guyana,,.

#### Élection contestée à la magistrature suprême
Dans un climat d'animosité raciale causé par un retard d'une semaine dans l'annonce des résultats, Janet Jagan est élue présidente de la république du Guyana le 19 décembre 1997 et nommée de ce fait commandante en chef des armées du Guyana,,. Avec un score de 55 %, Janet Jagan dépasse les 52 % obtenus par son mari précédemment élu en 1992. Le Monde assure au lendemain de son élection que « sans renier son passé marxiste, elle se prononce aujourd'hui en faveur de l'économie de marché et des privatisations ». La voix de l'Opposition ne se fait pas attendre et remet immédiatement en question le résultat de l’élection et parle de fraude électorale, occasionnant des heurts entre policiers et manifestants,. Le candidat concurrent, Desmond Hoyte, accuse le président de la commission électorale, Doodnauth Singh, d'avoir violé la constitution en déclarant Janet Jagan gagnante alors que les votes étaient encore en cours de dépouillement, et sans consulter les autres membres de la commission,. The Economist explique que « Desmond Hoyte, le vieux dirigeant du Congrès national du peuple principalement afro-guyanienne, n'arrive toujours pas à supporter le fait que 55 % des électeurs aient soutenu en décembre dernier le Parti populaire progressiste, principalement indo-guyanienne, et qu'ils aient choisi comme présidente [...] Janet Jagan, la veuve encore plus âgée de son prédécesseur [...] Cheddi Jagan ». Outre ses idées et son appartenance ethnique, le fait qu'elle soit née aux États-Unis et le fait qu'elle soit de genre féminin lui ont également été reprochés par ses détracteurs comme le relève le Panamá América.

#### Un profil inédit

Reproduction de l'étendard présidentiel durant le mandat de Janet Jagan (1997-1999).

Si Janet Jagan est la troisième femme présidente de la République dans l'histoire de l'Amérique du Sud, après Isabel Perón en Argentine et Lidia Gueiler en Bolivie, elle est non seulement la première femme présidente de la république coopérative du Guyana mais aussi est la première à être élue directement au suffrage universel du continent. Outre le fait d'être une présidente blanche dans un pays majoritairement composé de populations afro et indo-guyaniennes réputées communautaires, c'est aussi la première femme née aux États-Unis élue à la tête d'un État et la première juive à diriger un pays autre qu'Israël,,,. Selon le décompte établi par Clement Rohee, elle est la 22e femme à la tête d'un État dans le monde.

#### Évènements marquants
Cependant, la présidence de Janet Jagan est entachée par des troubles politiques liés aux résultats des élections et à la manière dont elle a prêté serment, l'opposition déclarant que l’entièreté des bulletins n’avait pas été prise en compte. Dès décembre 1997, la justice guyanienne est saisie mais ne peut annuler son assermentation. Les manifestations menées principalement par le PNC aboutissent à l'accord de Herdmanston du 17 janvier 1998, négocié par quinze personnalités de la Communauté caribéenne, dont Shridath Ramphal, réduisant le mandat présidentiel de deux ans,,. En janvier 1998, les États-Unis, le Royaume-Uni et le Canada sortent de leur silence et lui accordent leur soutien,.
Le 26 février 1998, alors que la présidente Jagan quittait les bâtiments du parlement après l'ouverture de la septième législature, sa voiture est vandalisée par des dockers associés au PNC,.
Pour autant les troubles se poursuivent sous diverses formes, le PNC refusant de participer au Parlement, ce qui conduit à la déclaration de Sainte-Lucie du 2 juillet 1998,,,, lors d’un sommet du CARICOM à Castries en la présence de Nelson Mandela. Janet Jagan préside la délégation guyanienne, comprenant Clement Rohee,,.
Une « visite historique » Janet Jagan a lieu au Venezuela en juillet 1998. Au palais de Miraflores, Janet Jagan reçoit du président vénézuélien Rafael Caldera la plus haute distinction du pays. Cette visite d'État fait suite à l'acceptation du principe de la poursuite du dialogue bilatéral entre le Guyana et le Venezuela, afin de résoudre pacifiquement le litige territorial qui oppose les deux pays au sujet de la Guayana Esequiba,.
Stabroek News a appris que la première dame avait développé une infection rénale qui a provoqué un choc bactacrimique (infection bactérienne grave du sang). En outre, sa tension artérielle n'a cessé de chuter, selon les sources.
La même année, le Guyana est durement touché par les effets d'El Niño et doit notamment faire face à la chute des prix mondiaux de ses principaux produits d'exportation. Le 26 mars, Janet Jagan déclare l'état d'urgence au Guyana,, faute d'approvisionnement en denrées alimentaires de première nécessité. Les 30 et 31 octobre 1998, Janet Jagan effectue une visite officielle au Suriname. Elle fait une allocution à l’Assemblée générale des Nations unies en 1998. Lors de celle-ci, Janet Jagan se prononce pour « une élimination totale des armes nucléaires et à l'arrêt de leur production ».
Elle signe le premier permis d'exploration pétrolière au Guyana en 1999, permettant à la compagnie ExxonMobil d'entamer des forages au large des côtes guyaniennes,. Critiquée pour cette décision, elle permet cependant au Guyana de devenir un pays producteur de pétrole,,,. La même année, la fonction publique du Guyana entame une grève paralysante que le Stabroek News tient pour responsable de la dégradation de l'état de santé de Janet Jagan.
En mai 1999, Janet Jagan se rend en visite officielle au Brésil.
En juillet 1999, elle est victime d'une crise cardiaque et reçoit des soins durant une semaine à l'hôpital public d'Akron dans l'Ohio.
Elle assure tout de même ses fonctions jusqu'à sa démission pour raisons de santé, le 8 août 1999,,, qu'elle rend publique lors d'une allocution télé et radiodiffusée, sans toutefois préciser la date à laquelle celle-ci prend effet,,. Toutefois, certains affirment qu'elle a été contrainte par l'opposition, lui étant reprochée sa couleur de peau.
Le 30 janvier 2001, Janet Jagan fait appel d'une décision de justice qui estime que l'élection qui l'a conduite à la présidence du Guyana en 1997 est nulle du fait de l'impossibilité pour les électeurs de voter sans un document d'identité spécifique.

### Décès et funérailles
Janet Jagan quitte le Guyana pour se faire soigner à Maracaibo, au Venezuela, mais c'est à l'Hôpital public de Georgetown qu'elle meurt le 28 mars 2009, d'une rupture d'un anévrisme abdominal,.
Des obsèques nationales de deux jours à compter du 30 mars 2009 sont organisées,,. 
Elle est incinérée le 31 mars 2009 au crématorium du cimetière Babu John, où des partisans viennent se recueillir chaque année. Sa mort, ainsi que celle de son mari, eut pour effet de laisser le PPP sans chef de file pendant plusieurs années.

## Spiritualité et rapport avec les communautés religieuses
Janet Jagan déclare n'avoir « de religion que la religion de l’Égalité ». Cependant, bien que le parti des Jagan et l'Église catholique entretiennent des relations difficiles, Janet Jagan ne semble pas avoir manifesté d'animosité personnelle envers la communauté catholique, apportant notamment son aide à la parution du Catholic Standard lorsque celui si faisait face à la répression et à la pénurie de papier d’après Benedict Singh, évêque de Georgetown. Le Stabroek News rapporte qu’elle est présente aux funérailles anglicanes de l’acteur guyanéen Norman Beaton en la cathédrale Saint-George en décembre 1994.

## Vie artistique
Janet Jagan s'engage durablement dans la vie littéraire et culturelle du Guyana. Elle publie et édite très tôt des poèmes de Martin Carter et soutient la publication des collections de Carter, comme The Hill of Fire Glows Red. Elle est fortement impliquée dans la publication de livres de jeunesse dans lesquels les enfants peuvent s'identifier et se retrouver.
En 1960, elle s'oppose à la censure coloniale qui s'abat sur Aubrey Williams pour son œuvre Revolt.
En 1993, Peepal Tree Press la publie avec des titres comme When Grandpa Cheddi was a Boy and Other Stories, suivis par Patricia, the Baby Manatee (1995), Anastasia the Ant-Eater (1997) et The Dog Who Loved Flowers.
Elle contribue à la création de la Galerie nationale d'art du Guyana, à Georgetown,.

## Publications

### Articles
Janet Jagan écrit une série d'articles dans le Mirror intitulée «Women of Substance» . Dans cette série, elle examine les luttes, les revers et les succès de certaines femmes célèbres au Guyana et à l’international.
Un de ses articles à propos du coup d'État liberticide orchestré par les Britanniques au Guyana paraît dans le journal socialiste new-yorkais Freedom en mars 1954.
- Canadian Seamen in Guyana, 1949[221]
- British Guyana - our case, 1953[221]
- P.P.P Ten years of Service, 1960[221]
- When P.P.P retains his mass support, 1961[221]
- On independance, 1961
- Guyana's Women, 1962
- History of the P.P.P., 1963
- Army intervention in the 1973 elections in Guyana, 1974

### Histoires pour enfants
- When Grandpa Cheddi Was a Boy and Other Stories, 1993[60]
- Patricia the Baby Manatee and Other Stories, 1995[60]
- Children's Stories of Guyana's Freedom Struggles, 1995[60]
- Anastasia the Anteater and Other Stories, 1997[60]
- The Dog Who Loved Flowers, 2000[60]
- The Alligator Ferry Service and Other Stories, 2001[60]

### Poèmes
- Mehragan the Brave, 1988
- To Michael Forde Who Lost his Life Defending Freedom House, 1964

## Distinctions et hommages

### Décorations
- Ordre de l'Excellence ; distinction la plus élevée décernée par la république coopérative du Guyana[45], le 26 mai 1993[222].
- Ordre du Libérateur ; distinction la plus élevée décernée par la république bolivarienne du Venezuela[223],[224], le 21 juillet 1998[186].
- Médaille d'or Gandhi pour la Paix, la Démocratie et les Droits des femmes ; décernée par l'Organisation des Nations unies pour l'éducation, la science et la culture (UNESCO) le 4 août 1997[225],[38],[33].

### Hommages
Le 9 avril 2009, l’Assemblée nationale du Guyana adopte la résolution 84, rendant hommage à Janet Jagan.
À sa manière, le Time Magazine lui rend hommage en 2014, la désignant en 9e position parmi les 17 femmes les plus contestataires.
De son côté le Guyana Chronicle atteste sa popularité et la désigne comme la « mère de la nation » du Guyana.
Des timbres postaux de 80, 130, 150 et 160 dollars du Guyana sont édités à son effigie en 2020. Ceux-ci représentent des temps forts de sa vie politique.
Elle reçoit les hommages miliaires en la présence du président Bharrat Jagdeo.
Un mausolée lui est dédié, ainsi qu'à son mari, au cimetière Babu John situé à Port Mourant (Berbice oriental-Courantyne),,.
Un monument commémoratif honorant la vie de Janet et Cheddi Jagan est érigé à Whitewater (Barima-Waini). Son inauguration du 22 mars 2021 — soit la veille de l'anniversaire de Cheddi Jagan — se fait en présence de plusieurs officiels. Plusieurs années après sa mort, Janet Jagan fait encore l’objet de commémorations,,. Selon Bertrand Ramcharan, recteur de l'université du Guyana, Janet Jagan est une intellectuelle, comme son mari, précurseuse de la politique au Guyana. Elle est parfois considérée comme « l'une des politiciennes américaines les plus extraordinaires du XXe siècle ».
Un navire-hôpital dédié aux soins dentaires nommé « Lady Janet », en référence à l’ancienne présidente, sillonne les eaux du Guyana  pour le ministère de la Santé du Guyana depuis 2011 afin de faciliter l’accès aux soins dans les régions les plus pauvres,.

## Dans la culture
- Thunder in Guyana, film documentaire américain réalisé par Suzanne Wasserman, 2003 ; diffusé sur le réseau Public Broadcasting Service[33].